# Polica, Grosuplje
Polica je naselje z okoli 900 prebivalci in središče istoimenske krajevne skupnosti v občini Grosuplje. Leži 463 m nad morjem na gričevnati pokrajini ob severnem kraku avtoceste A2 (Ljubljana–Novo mesto). Avtocesta deli vas na dva dela: nad starim jedrom vasi je Hrib, kjer stoji cerkev sv. Jakoba, v zadnjih desetletjih pa je nastal na drugi strani avtoceste novejši del vasi. Okolica Police je gričevnata, doline in bregovi so pokriti z gozdovi, na položnih gričih se sončijo vasice. Najbližje prometnim povezavam ležijo Mala Stara vas (370 m nadmorske višine), Velika Stara vas (380 m), Gradišče (390 m) ter Polica (463 m), bolj skrite pa so vasi Troščine (430 m), Kožljevec (440 m) in Blečji vrh (546 m). Vse te vasice spadajo v občino Grosuplje in KS Polica, v cerkvenem pogledu pa pod župnijo Polica.
Danes v vasi ne prevladujejo kmetje, temveč se večina prebivalcev vozi na delo v Grosuplje in v Ljubljano. Vas premore nekaj obrtnih delavnic, gasilsko društvo, športno društvo in podružnično osnovno šolo. V okolici narašča število priseljenih krajanov.
Polica je v listinah prvič omenjena leta 1301 v zvezi s stiškim samostanom in popolnoma jasno leta 1372 z omembo »ad s. Jacobum in Pollitz«.
Bližnja in daljna okolica Police je bila poseljena v rimskih, del celo že v predrimskih časih. Poselitev ožjega poliškega prostora iz rimskih časov je evidentirana vsaj na treh krajih, ni pa še raziskana. Rimske izkopanine se pojavljajo skoraj v vsaki bližnji vasi, v Šmarju so blizu cerkve, pa tudi drugod našli vrsto grobov. Rimljani so bili navzoči v Grosuplju, Višnji Gori, Stični, Šentvidu... Življenje v tem času pa se je razvilo tudi izven dolinskega sveta: na Pristavi, Ilovi gori, Blečjem vrhu, Polici, v Žalni, nadaljnje v Zgornjih Duplicah in v Veliki stari vasi.
V neposredni bližini Police so na griču ob deželni cesti Polica - Stara vas dobro vidni ostanki predrimske utrdbe. Bližnji zaselek se še danes imenuje Gradišče in je od župnijske cerkve oddaljen manj kot 500 metrov. Utrdbo so pozneje uporabljali Rimljani, saj je v dolini pod gričem tekla pomembna cestna poveza, ki je vodila iz Ogleja (Aquileia) preko Ljubljane (Emona) in Višnje gore naprej do Siska (Siscia). Z utrdbe na griču je bilo mogoče zelo dobro varovanje cestne povezave. Za časa turških vpadov so okoličani utrdbo preuredili v tabor, čigar ostanki so ohranjeni. Po koncu turških vpadov so Poličani uporabili kamenje utrjenega tabora za igradnjo nove cerkve v svoji vasi, današnje poliške cerkve.
Pokrajina okrog Police je bila zelo primerna za poselitev že v starem veku, sama vas pa leži preblizu omenjene cestne povezave med Padsko in Panonsko nižino, kar je bil verjetno glavni vzrok, da je bila poseljena pozneje kot pa okoliški, bolj skriti kraji. Bližnji okoličani so poselili Polico v večji meri najpozneje po prekinitvi madžarskih vpadov v rodovitno Padsko nižino. Ti, še poganski nomadi, so namreč v letih od 898 do 955 približno tridesetkrat prešli ozemlje sedanje Slovenije po že omenjeni cestni povezavi.
Polica je verjetno postala zaselek nekaj hiš med letoma 950 in 1000, po prekinitvi madžarskih vpadov, nastala je torej v času, ko so bili pisani Brižinski spomeniki. Poličani in okoličani molitvenih obrazcev niso več potrebovali, saj so bili že 100 let kristjani, vseeno pa so vsaj delno še živeli po svojih starih šegah in običajih. Polica je imela ugodno lego, ki je privabljala posameznike, ki so se priseljevali kot posledica naravnega prirastka prebivalstva. Kmalu po nastanku zaselka se je v tem območju začel močneje uveljavljati novi fevdalni red. Polica je postala hubna vas, Poličani in okoličani pa po uvedbi fevdalnega reda podložniki različnim zemljiškim gospodom. Uvedeno je bilo triletno kolobarjenje namesto starega požigalništva, v 11. stoletju sta se uveljavila železni plug, ki je zemljo obračal, namesto lesenega rala, ki je zemljo predvsem rahljal, in kosa namesto manj priročnega srpa.
Polica z okolico je bila v večini poseljena do leta 1500, v stiških urbarjih izkazuje vas v tem času 13 kmetij, v naslednjih stoletjih se je zaselek širil in dosegel okrog leta 1800 26 hišnih številk, od katerih pa so bile nekatere že kajže, leta 2006 pa je imela Polica približno 150 hišnih številk. Večina kmetij je bila dolga stoletja podložna stiški opatiji, nekatere zemljiškemu gospodu graščine Boštanj (Weissenstein), ki je bil med podložniki na slabem glasu, ostanek pa pražupniji Šmarje. Na poselitvenem prostoru Police v preteklosti ni bilo slovanskih kosezov in drugih svobodnjakov, poznejše župnijske matične knjige jih ne omenjajo.